# G Flip
G Flip, pseudonimo di Georgia Flipo (Melbourne, 1993), è una cantautrice, musicista e produttrice discografica australiana.

## Biografia
Dopo essersi esibita come corista con artisti provenienti da Melbourne, G Flip è salita alla ribalta nel 2018 grazie alla stazione radiofonica Triple J, comparendo poi nella loro lista Triple J Hottest 100 e venendo candidata ad un J Award. Ad agosto 2019 è stato pubblicato il suo primo album About Us, che ha raggiunto la 6ª posizione della classifica australiana. È stato promosso dai singoli Killing My Time e Drink Too Much, che si sono spinti rispettivamente fino alla numero 79 e 72 della ARIA Singles Chart. La cantante ha vinto un AIR Music Award 2019 e ha ricevuto una candidatura l'anno successivo; è stata inoltre selezionata per tre ARIA Music Awards 2019 ed in lizza per tre National Live Music Awards tra il 2019 e il 2020, trionfando nella categoria dedicata ai miglior artisti pop dal vivo.

## Discografia

### Album in studio
- 2019 – About Us
- 2023 – Drummer

### Singoli

#### Come artista principale
- 2018 – About You
- 2018 – Killing My Time
- 2019 – Bring Me Home
- 2019 – Drink Too Much
- 2019 – I Am Not Afraid
- 2019 – Stupid
- 2020 – Lady Marmalade
- 2020 – Hyperfine
- 2021 – Queen (con Mxmtoon)
- 2021 – Not Even in Vegas
- 2021 – Boys & Girls (con Filous)
- 2021 – Waiting Game (con Renforshort)
- 2021 – Scream (feat. Upsahl)
- 2022 – Gay 4 Me (feat. Lauren Sanderson)
- 2022 – Get Me Outta Here
- 2022 – Waste of Space
- 2023 – Be Your Man
- 2023 – The Worst Person Alive

#### Come artista ospite
- 2020 – Loose Ends (Illy feat. G Flip)